# Leucaena involucrata
Leucaena involucrata är en ärtväxtart som beskrevs av Zarate. Leucaena involucrata ingår i släktet Leucaena och familjen ärtväxter. IUCN kategoriserar arten globalt som starkt hotad. Inga underarter finns listade i Catalogue of Life.